# Avianca-vlucht 52
Avianca-vlucht 52 was een vlucht van Bogota naar John F. Kennedy International Airport te New York. Op donderdag 25 januari 1990 crashte de Boeing 707 die deze vlucht uitvoerde in het stadje Cove Neck, New York nadat hij zonder brandstof was komen te zitten. Hierbij kwamen 8 van de 9 bemanningsleden en 65 van de 149 passagiers om. 

## De vlucht
De vlucht ging van Bogota, Colombia naar New York, met een tussenstop in Medellín, Colombia. De gezagvoerder was Laureno Cavides-Hoyas (die matig Engels sprak), de copiloot Mauricio Klotz (die vooral de radioboodschappen deed) en de boordwerktuigkundige was Matias Moyano. 
New York had die dag te kampen met slecht weer, laaghangende mist en windvlagen. Hierdoor was er maar één landingsbaan beschikbaar, te weinig om alle inkomende vluchten direct te kunnen afhandelen. Zo ook vlucht 52. De 707 werd in een wachtpatroon gezet. Landingstoestemming werd diverse malen uitgesteld doordat toestellen die voor hen aan de beurt waren hun landing moesten afbreken en opnieuw moesten aanvliegen. Het toestel van Avianca had reservebrandstof aan boord voor ongeveer 2 uur extra vliegen, in beginsel voldoende om te kunnen uitwijken naar de alternatieve luchthaven, Boston. Maar de piloten van de Boeing besloten bij New York te blijven mede op basis van de informatie die zij van de vluchtleiding ontvingen.
77 minuten nadat het vliegtuig aan het rondcirkelen was begonnen, vroeg de luchtverkeersleider hoelang ze nog in het wachtpatroon konden blijven. De copiloot zei: "...about five minutes" ofwel "...zo'n vijf minuten". Toen gaf de luchtverkeersleiding toestemming tot landen op baan 22L.
Terwijl vlucht 52 bezig was met aanvliegen, kwamen ze op 500 voet (ca. 150 meter) in aanraking met windschering (Eng: windshear). Het vliegtuig kwam ver onder de glideslope en verongelukte bijna op dat punt. De luchtverkeersleiding had niet voor deze windschering gewaarschuwd; er zou volgens hen alleen maar windschering gesignaleerd zijn op 1500 voet (ca. 450 meter) hoogte. Op dit moment had het vliegtuig niet genoeg brandstof meer om een tweede poging tot aanvliegen te doen. 
De copiloot meldde aan de verkeersleiding: "We're running out of fuel, sir" ofwel "De brandstof raakt op, meneer". De verkeersleiding gaf vlucht 52 opdracht te klimmen, waarop de copiloot antwoordde: "No, sir, we're running out of fuel" ofwel "Nee meneer, de brandstof raakt op". Even later viel de vierde motor uit, kort daarna gevolgd door de derde, en tot slot de laatste twee. Zonder motoren kon het vliegtuig niet meer klimmen, de besturing werd veel moeilijker en de cabine werd in het donker gehuld. Hierdoor crashte het vliegtuig in het dorpje Cove Neck, 24 km van het vliegveld.

## Reddingsoperatie
De reddingsoperatie en berging van het vliegtuig bleken moeilijk, aangezien het in een relatief dunbevolkte buurt crashte en de buurt heuvelachtig was. Bovendien waren er geen grote toegangswegen waar reddingsvoertuigen goed overheen konden rijden. Tot slot was het weer slecht, wat de reddingsoperatie bemoeilijkte.
De Amerikaanse veiligheidsraad (NTSB) kon geen relatie leggen tussen de verwondingen en de plaats waar de passagiers zaten, aangezien Avianca niet alle passagiers een zitplaats toewees en omdat sommige passagiers zich verplaatsten tijdens de vlucht.

## Oorzaak
De NTSB zette in haar rapport als oorzaak "fout van de piloot" aangezien de piloten nooit een brandstofnoodgeval meldden. Dit is verplicht volgens IATA-richtlijnen. De bemanning had voor "prioriteit" gevraagd, hetgeen in het Spaans als "noodgeval" kan worden geïnterpreteerd, maar niet in het Engels. Sommige onderzoekers vonden dat de luchtverkeersleiding ook schuld had, omdat ze de piloten niet over de windschering op 500 voet hoogte hadden geïnformeerd. Avianca trachtte de FAA te overtuigen om de luchtverkeersleiders ook schuld te geven, aangezien zij het volgens Avianca te onbelangrijk vonden om te begrijpen wat de piloten precies zeiden. Dit argument werd door de FAA verworpen, omdat de piloten nooit een brandstofnoodgeval meldden, en toen ze om "prioriteit" vroegen meldden ze niet de hoeveelheid brandstof, zodat de luchtverkeersleiders onmogelijk een oordeel konden vellen. De rechtszaak tussen de twee partijen werd overigens wel beëindigd in een schikking.